# تکواندو در المپیک تابستانی ۱۹۸۸
تکواندو در بازی‌های المپیک تابستانی ۱۹۸۸ نام رویداد ورزش تکواندو در بازی‌های المپیک تابستانی بود که در سال ۱۹۸۸ برگزار شد.